# Huest
Huest är en kommun i departementet Eure i regionen Normandie i norra Frankrike. Kommunen ligger i kantonen Évreux-Est som tillhör arrondissementet Évreux. År 2022 hade Huest 776 invånare.

## Befolkningsutveckling
Antalet invånare i kommunen Huest
Referens:INSEE